# Ронен, Элиэзер
Элиэзер Ронен (ивр. אליעזר רונן‎, имя при рождении Элиэзер Розенфельд; 24 сентября 1931 года, Мехико, Мексика — 17 марта 2016 года, Нетания, Израиль) — израильский экономист, юрист и политик. Депутат Кнессета 8 созыва от блока Маарах (от партии МАПАМ).

## Биография
Родился как Элиэзер Розенфельд в Мехико, столице Мексики. Среднее образование получил в местной еврейской школе и во французской школе «Морлюс». Закончил два курса Национального университета по специальности гражданское строительство. В 1950 году учился на семинаре для иностранных посланцев Сохнута в Иерусалиме. После возвращения в Мексику начал заниматься пропагандой идей сионизма в местной еврейской общине. Был секретарём мексиканского отделения движения «Ха-шомер ха-цаир» и членом управления федерации организации «Сионистская молодёжь». Был членом правления еврейской общины Мексики и членом сионистской федерации страны.
В 1952 году репатриировался в Израиль. Поселился в кибуце Мегиддо, в котором был членом кибуца до 1960 года. Закончил учёбу в Еврейском университете, в котором изучал экономику, политологию и управление бизнесом. В 1962—1965 годах работал в исследовательском центре Банка Израиля. В 1963 году читал лекции по экономике Израиля на факультете экономики Тель-Авивского университета.
В 1966 году перешёл работать в компанию по разработки водных ресурсов (Тахаль). Занимал должность экономического советника и начальника экономического отдела. В 1967—1971 годах был начальником Управления экономического планирования Министерства финансов. В 1968 году учился на полу-годичном курсе по экономическому планированию и развитию Всемирного банка и Международного валютного фонда в Вашингтоне.
Параллельно продолжал заниматься общественной деятельностью. Был членом Центра партии МАПАМ и несколько лет был главой экономического отдела партии. В 1966—1972 годах член городского совета Иерусалима. В совете отвечал за портфель общественного здравоохранения. Создал первый в Израиле «телефон доверия». Также основал организацию «Картеа», по развитию центральной части объединённого Иерусалима и стал первым главой её управляющего совета. В этой должности находился до 1981 года.
Был избран в Кнессет 8 созыва (1974—1977) от блока Маарах по списку партии МАПАМ. В Кнессете был членом Финансовой комиссии, в которой был председателем подкомиссии по финансовым рынкам. Член Законодательной комиссии Кнессета. В это же время закончил учёбу на юридическом факультете Еврейского университета и получил лицензию адвоката.
С 1981 по 2005 года вёл адвокатскую практику. В основном специализировался на делах с земельными участками, недвижимостью, строительным планированием и предпринимательством. В 1981 и 1985 годах, совместно с генералом в отставке Хаимом Герцогом, руководил предвыборной кампанией блока Маарах. В 1989 руководил кампанией партии МАПАМ, а в 1992 году блока Мерец.
В 1993 году избран главой партии МАПАМ, которая тогда водила в блок Мерец. В 1995 году, после окончания слияния партий МАПАМ, Рац и Шинуй в партию Мерец, покинул политическую деятельность.
В 2005 году прекратил адвокатскую практику и занимался волонтёрской деятельностью и учёбой. В 2012 году получил степень доктора экономических наук в Университете штата Нью-Йорк.
Был дважды женат. Первая жена, Наоми Ронен, из кибуца Шаар-ха-Амаким, учительница, с которой вырастил троих детей — Ирит, Таль и Эяль. У пары 9 внуков. Вторая жена писательница Амира Агани Ронен.
Жил в районе Полег в Нетании.
Скончался 17 марта 2016 года.